# Liste des communes nouvelles créées en 2018
Pour les articles homonymes, voir Liste de communes nouvelles.
| \| Bâgé-Dommartin · Aubessagne · Val-de-Bonnieure · La Devise · Floirac · Saint-Pierre-la-Noue · Dinan · Bouclans · Marchaux-Chaudefontaine · Goupil-Othon · Le Val-Doré · Thénouville · Pont-Audemer · Porte-de-Seine · Dangeau · Lasserre-Pradère · Tauxigny-Saint-Bauld · Val-d'Epy · Arinthod · Vosbles-Valfin · Couëtron-au-Perche · Vallons de l'Erdre · Lendou-en-Quercy · Gennes-Val-de-Loire · Pont-Hébert · Tessy-Bocage · Blancs-Coteaux · Prée-d'Anjou · Trie-Château · Charencey · Écouché-les-Vallées · Monts-sur-Orne · Geiswiller-Zœbersdorf · Beauvallon · Le Lude · Plaine-d'Argenson · Avernes \| Localisation des communes nouvelles créées en 2018. |
| Bâgé-Dommartin · Aubessagne · Val-de-Bonnieure · La Devise · Floirac · Saint-Pierre-la-Noue · Dinan · Bouclans · Marchaux-Chaudefontaine · Goupil-Othon · Le Val-Doré · Thénouville · Pont-Audemer · Porte-de-Seine · Dangeau · Lasserre-Pradère · Tauxigny-Saint-Bauld · Val-d'Epy · Arinthod · Vosbles-Valfin · Couëtron-au-Perche · Vallons de l'Erdre · Lendou-en-Quercy · Gennes-Val-de-Loire · Pont-Hébert · Tessy-Bocage · Blancs-Coteaux · Prée-d'Anjou · Trie-Château · Charencey · Écouché-les-Vallées · Monts-sur-Orne · Geiswiller-Zœbersdorf · Beauvallon · Le Lude · Plaine-d'Argenson · Avernes                                                           |

Cet article contient la liste des communes nouvelles créées en 2018, c'est-à-dire la liste des communes nouvelles françaises pour lesquelles les arrêtés préfectoraux prononçant la création définissent une date de création comprise entre le 1er janvier 2018 et le 31 décembre 2018. Cette liste contient 37 communes nouvelles regroupant 95 communes.

## Synthèse

### Contexte
La loi no 2010-1563 du 16 décembre 2010 de réforme des collectivités territoriales a substitué au régime antérieur de fusion de communes défini par la loi dite « Marcellin » du 16 juillet 1971 une procédure rénovée de regroupement, aboutissant à la création d’une « commune nouvelle ». Elle a été complétée en 2015 par une nouvelle loi no 2015-292 du 16 mars 2015 relative à l'amélioration du régime de la commune nouvelle, pour des communes fortes et vivantes, mettant en place des incitations financières temporaires afin de favoriser la création de communes nouvelles avant le 1er janvier 2016.

### Dénombrement

#### Nombre de communes nouvelles créées en 2018
36 communes nouvelles ont été créées le 1er janvier 2018. Elles regroupent 93 communes anciennes.
1 commune nouvelle a été créée le 1er mars 2018. Elle regroupe 2 communes anciennes.

#### Nombre total de communes en France
Au 1er mars 2018, la France compte 35 356 communes dont 35 227 en France métropolitaine et 129 dans les DOM.
| Année | Date             | France métropolitaine | France métropolitaine | France métropolitaine | DOM | Total  |
| Année | Date             | communes nouvelles    | communes regroupées   | Nb total communes     | DOM | Total  |
| ----- | ---------------- | --------------------- | --------------------- | --------------------- | --- | ------ |
|       | 31 décembre 2017 | 31 décembre 2017      | 31 décembre 2017      | 35 285                | 129 | 35 414 |
| 2018  | 1er janvier 2018 | 36                    | 93                    | 35 228                | 129 | 35 357 |
| 2018  | 1er mars 2018    | 1                     | 2                     | 35 227                | 129 | 35 356 |
| 2018  | Total            | 37                    | 95                    |                       |     |        |

## Liste détaillée
L’article L. 2113-6 du code général des collectivités territoriales précise que « l'arrêté du représentant de l'État dans le département prononçant la création de la commune nouvelle détermine le nom de la commune nouvelle, le cas échéant au vu des avis émis par les conseils municipaux, fixe la date de création et en complète, en tant que de besoin, les modalités ». Le tableau suivant présente ces indicateurs pour chacune des communes nouvelles créées en 2018 : nom, date de l'arrêté prononçant la création, date de création et quelques modalités (existence de communes déléguées, chef-lieu) ou informations complémentaires (population).
| Département       | Nb | Commune nouvelle        | Commune nouvelle | Commune nouvelle             | Commune nouvelle | Anciennes communes | Anciennes communes | Anciennes communes | Arrêté préfectoral portant création | Date de création |
| Département       | Nb | Nom                     | Code Insee       | Chef-lieu                    | Population 2014  | Nb                 | Nom | Déléguées          | Arrêté préfectoral portant création | Date de création |
| ----------------- | -- | ----------------------- | ---------------- | ---------------------------- | ---------------- | ------------------ | --- | ------------------ | ----------------------------------- | ---------------- |
| Ain               | 1  | Bâgé-Dommartin          | 01025            | Bâgé-la-Ville                | 4 065            | 2                  | Bâgé-la-Ville - Dommartin | oui                | 1er décembre 2017                   | 1er janvier 2018 |
| Hautes-Alpes      | 1  | Aubessagne              | 05039            | Chauffayer                   | 716              | 3                  | Chauffayer - Les Costes - Saint-Eusèbe-en-Champsaur | non                | 1er décembre 2017                   | 1er janvier 2018 |
| Charente          | 1  | Val-de-Bonnieure        | 16300            | Saint-Angeau                 | 1 297            | 3                  | Saint-Angeau - Sainte-Colombe - Saint-Amant-de-Bonnieure | non                | 7 novembre 2017                     | 1er janvier 2018 |
| Charente-Maritime | 3  | La Devise               | 17457            | Vandré                       | 1 100            | 3                  | Chervettes - Saint-Laurent-de-la-Barrière - Vandré | non                | 29 septembre 2017                   | 1er janvier 2018 |
| Charente-Maritime | 3  | Floirac                 | 17160            | Floirac                      | 380              | 2                  | Floirac - Saint-Romain-sur-Gironde | non                | 8 novembre 2017                     | 1er janvier 2018 |
| Charente-Maritime | 3  | Saint-Pierre-la-Noue    | 17340            | Saint-Germain-de-Marencennes | 1600             | 2                  | Péré - Saint-Germain-de-Marencennes | oui                | 1er mars 2018                       | 1er mars 2018    |
| Côtes-d'Armor     | 1  | Dinan                   | 22050            | Dinan                        | 14 544           | 2                  | Dinan - Léhon | oui                | 30 septembre 2017                   | 1er janvier 2018 |
| Doubs             | 2  | Bouclans                | 25078            | Bouclans                     | 1 094            | 2                  | Bouclans - Vauchamps | non                | 21 septembre 2017                   | 1er janvier 2018 |
| Doubs             | 2  | Marchaux-Chaudefontaine | 25368            | Marchaux                     | 1 431            | 2                  | Chaudefontaine - Marchaux | non                | 4 décembre 2017                     | 1er janvier 2018 |
| Eure              | 5  | Goupil-Othon            | 27290            | Goupillières                 | 1 270            | 2                  | Goupillières - Le Tilleul-Othon | non                | 21 septembre 2017                   | 1er janvier 2018 |
| Eure              | 5  | Le Val-Doré             | 27447            | Orvaux                       | 975              | 3                  | Le Fresne - Le Mesnil-Hardray - Orvaux | non                | 21 septembre 2017                   | 1er janvier 2018 |
| Eure              | 5  | Thénouville             | 27089            | Bosc-Renoult-en-Roumois      | 1 022            | 2                  | Thénouville (issue précédemment des communes déléguées de Bosc-Renoult-en-Roumois et Theillement) - Touville                                                                                                   | non                | 21 septembre 2017                   | 1er janvier 2018 |
| Eure              | 5  | Pont-Audemer            | 27467            | Pont-Audemer                 | 11 013           | 2                  | Pont-Audemer - Saint-Germain-Village | non                | 6 décembre 2017                     | 1er janvier 2018 |
| Eure              | 5  | Porte-de-Seine          | 27471            | Porte-Joie                   | 223              | 2                  | Tournedos-sur-Seine - Porte-Joie | oui                | 6 décembre 2017                     | 1er janvier 2018 |
| Eure-et-Loir      | 1  | Dangeau                 | 28127            | Dangeau                      | 1 313            | 3                  | Bullou - Dangeau - Mézières-au-Perche | non                | 29 septembre 2017                   | 1er janvier 2018 |
| Haute-Garonne     | 1  | Lasserre-Pradère        | 31277            | Lasserre                     | 1 426            | 2                  | Lasserre - Pradère-les-Bourguets | non                | 7 décembre 2017                     | 1er janvier 2018 |
| Indre-et-Loire    | 1  | Tauxigny-Saint-Bauld    | 37254            | Tauxigny                     | 1 534            | 2                  | Tauxigny - Saint-Bauld | oui                | 11 septembre 2017                   | 1er janvier 2018 |
| Jura              | 3  | Val-d'Épy               | 39209            | Val-d'Épy                    | 360              | 2                  | La Balme-d'Épy - Val-d'Épy (issue précédemment des communes déléguées de Florentia, Nantey, Senaud et Val-d'Épy)                                                                                               | non                | 27 juillet 2017                     | 1er janvier 2018 |
| Jura              | 3  | Arinthod                | 39016            | Arinthod                     | 1 205            | 2                  | Arinthod - Chisséria | non                | 4 décembre 2017                     | 1er janvier 2018 |
| Jura              | 3  | Vosbles-Valfin          | 39583            | Vosbles                      | 192              | 2                  | Valfin-sur-Valouse - Vosbles | oui                | 4 décembre 2017                     | 1er janvier 2018 |
| Loir-et-Cher      | 1  | Couëtron-au-Perche      | 41248            | Souday                       | 1 054            | 5                  | Arville - Oigny - Saint-Agil - Saint-Avit - Souday | oui                | 10 juillet 2017                     | 1er janvier 2018 |
| Loire-Atlantique  | 1  | Vallons-de-l'Erdre      | 44180            | Saint-Mars-la-Jaille         | 2414             | 6                  | Bonnoeuvre - Freigné (transférée à la même date de Maine-et-Loire à la Loire-Atlantique) - Maumusson - Saint-Mars-la-Jaille - Saint-Sulpice-des-Landes - Vritz                                                 | oui                | 29 décembre 2017                    | 1er janvier 2018 |
| Lot               | 1  | Lendou-en-Quercy        | 46262            | Saint-Cyprien                | 689              | 3                  | Lascabanes - Saint-Cyprien - Saint-Laurent-Lolmie | oui                | 6 décembre 2017                     | 1er janvier 2018 |
| Maine-et-Loire    | 1  | Gennes-Val-de-Loire     | 49261            | Les Rosiers-sur-Loire        | 8 558            | 3                  | Gennes-Val de Loire (issue précédemment des communes déléguées de Chênehutte-Trèves-Cunault, Gennes, Grézillé, Saint-Georges-des-Sept-Voies et Le Thoureil) - Les Rosiers-sur-Loire - Saint-Martin-de-la-Place | oui (7)            | 22 mai 2017                         | 1er janvier 2018 |
| Manche            | 2  | Pont-Hébert             | 50409            | Pont-Hébert                  | 2 132            | 2                  | Pont-Hébert - Le Hommet-d'Arthenay | non                | 13 décembre 2017                    | 1er janvier 2018 |
| Manche            | 2  | Tessy-Bocage            | 50592            | Tessy-sur-Vire               | 2 352            | 2                  | Pont-Farcy (transférée à la même date du Calvados à la Manche) - Tessy-Bocage (issue précédemment des communes déléguées de Tessy-sur-Vire et Fervaches)                                                       | non                | 28 décembre 2017                    | 1er janvier 2018 |
| Marne             | 1  | Blancs-Coteaux          | 51612            | Vertus                       | 3 434            | 4                  | Gionges - Oger - Vertus - Voipreux | oui                | 21 décembre 2017                    | 1er janvier 2018 |
| Mayenne           | 1  | Prée-d'Anjou            | 53124            | Laigné                       | 1 412            | 2                  | Ampoigné - Laigné | oui                | 2 août 2017                         | 1er janvier 2018 |
| Oise              | 1  | Trie-Château            | 60644            | Trie-Château                 | 1 893            | 2                  | Trie-Château - Villers-sur-Trie | non                | 29 septembre 2017                   | 1er janvier 2018 |
| Orne              | 3  | Charencey               | 61429            | Saint-Maurice-lès-Charencey  | 848              | 3                  | Normandel - Moussonvilliers - Saint-Maurice-lès-Charencey | oui                | 22 septembre 2017                   | 1er janvier 2018 |
| Orne              | 3  | Écouché-les-Vallées     | 61153            | Écouché                      | 2 203            | 2                  | Fontenai-sur-Orne - Écouché-les-Vallées (issue précédemment des communes déléguées de Batilly, La Courbe, Écouché, Loucé, Saint-Ouen-sur-Maire et Serans)                                                      | oui (7)            | 15 décembre 2017                    | 1er janvier 2018 |
| Orne              | 3  | Monts-sur-Orne          | 61194            | Goulet                       | 935              | 3                  | Goulet - Montgaroult - Sentilly | oui                | 18 décembre 2017                    | 1er janvier 2018 |
| Bas-Rhin          | 1  | Geiswiller-Zœbersdorf   | 67153            | Geiswiller                   | 385              | 2                  | Geiswiller - Zœbersdorf | oui                | 28 décembre 2017                    | 1er janvier 2018 |
| Rhône             | 1  | Beauvallon              | 69179            | Saint-Andéol-le-Château      | 3 943            | 3                  | Saint-Andéol-le-Château - Saint-Jean-de-Touslas - Chassagny | oui                | 12 décembre 2017                    | 1er janvier 2018 |
| Sarthe            | 1  | Le Lude                 | 72176            | Le Lude                      | 4 446            | 2                  | Dissé-sous-le-Lude - Le Lude | oui                | 15 novembre 2017                    | 1er janvier 2018 |
| Deux-Sèvres       | 1  | Plaine-d'Argenson       | 79078            | Prissé-la-Charrière          | 994              | 4                  | Belleville - Boisserolles - Prissé-la-Charrière - Saint-Étienne-la-Cigogne | oui                | 24 août 2017                        | 1er janvier 2018 |
| Val-d'Oise        | 1  | Avernes                 | 95040            | Avernes                      | 916              | 2                  | Avernes - Gadancourt | non                | 25 septembre 2017                   | 1er janvier 2018 |

## Cas particuliers entraînant la modification de limites administratives

### Limites de départements
Contrairement à un établissement public de coopération intercommunale à fiscalité propre, une commune ne peut se situer à cheval sur deux départements. Afin d’être validée, à la suite des conseils municipaux, les conseils départementaux concernés doivent également approuver le projet de fusion entraînant une modification de leurs limites territoriales. Celle-ci ne peut intervenir que par la signature d’un décret du gouvernement autorisant cette modification, après avoir obtenu l’avis favorable du Conseil d’État.
Ainsi, pour permettre à la commune de Freigné, en Maine-et-Loire, d'intégrer la commune nouvelle de Vallons-de-l'Erdre, il a fallu qu'elle soit rattachée au département de la Loire-Atlantique (ainsi qu'à l'arrondissement et au canton d'Ancenis), grâce à un décret du 26 décembre 2017.
De même, pour permettre à la commune de Pont-Farcy, dans le Calvados, d'intégrer la commune nouvelle de Tessy-Bocage, il a fallu qu'elle soit rattachée au département de la Manche (ainsi qu'à l'arrondissement de Saint-Lô et au canton de Condé-sur-Vire), grâce à un décret du 26 décembre 2017.